# M21 Sniper Weapon System
O M21 ou M21 Sniper Weapon System (SWS) é um fuzil de precisão semiautomático americano  que dispara cartuchos 7,62×51mm OTAN. É uma adaptação do M14.

## História
O Exército dos Estados Unidos necessitava de um fuzil de precisão durante a Guerra do Vietnã. O M14 foi selecionado por características como sua precisão, confiabilidade e disparos de alta velocidade.
Como resultado, em 1969, o Arsenal Rock Island converteu 1 435 M14s adicionando telescópios Leatherwood 3-9 ajustaveis. Foi nomeado M21 em 1969. O M21 permaneceu como principal fuzil de precisão do exército até 1988, quando foi substituído pelo fuzil de precisão M24, porém alguns M21 foram re-emitidos mais tarde, e utilizados na Guerra do Iraque pela força de operações esperciais Navy SEALs.
Em uso padrão militar, o M21 utiliza um carregador automático com 20 aberturas como semelhantes fuzis da família M14 e pesa cerca de 11 libras (5,27 kg), sem o carregador.